# Jules Bergeret
Jules-Henri-Marius Bergeret, noto semplicemente come Jules Bergeret (Gap, 14 giugno 1830 – New York, 7 ottobre 1905), è stato un attivista e militare francese, tra i protagonisti della Comune di Parigi.

## Biografia
Nel 1850 si arruolò nell'esercito e, congedato nel 1864, s'impiegò come correttore di bozze in una tipografia. Nel 1870, durante l'assedio di Parigi, fu capitano dell'8º battaglione della Guardia e ne venne eletto al Comitato centrale. 
Comandante della XVIII legione, partecipò alla sollevazione del 18 marzo 1871 e il 22 marzo represse la manifestazione dei sostenitori di Thiers. Eletto membro del Consiglio della Comune il 26 marzo, fu delegato della Commissione militare e della Commissione esecutiva.  
Comandante con Eudes e Duval delle forze militari della Comune, con loro prese parte, il 3 aprile, all'attacco verso Versailles, fallito per mancanza di preparazione. Per questo motivo fu destituito e incarcerato per insubordinazione dall'8 al 22 aprile. 
Riprese le funzioni di commissario militare, partecipò ai combattimenti della Settimana di sangue e alla fine riuscì a fuggire da Parigi, rifugiandosi a Londra, mentre la corte marziale di Versailles lo condannava a morte in contumacia. A Londra fondò il giornale Dix-huit mars, che ebbe vita brevissima. Bergeret si trasferì a Jersey e poi New York, dove morì nel 1905.